# Michael Zandberg
Pour les articles homonymes, voir Zandberg.
Michael Zandberg, (en hébreu : מיכאל זנדברג), né le 16 avril 1980 à Petah Tikva (Israël), est un footballeur international israélien, qui évolue au poste d'ailier droit.
Zandberg a marqué quatre buts lors de ses vingt sélections avec l'équipe d'Israël entre 2002 et 2007.

## Palmarès

### En équipe nationale
- 20 sélections et 4 buts avec l'équipe d'Israël de 2002 à 2007.

### Avec Maccabi Haïfa
- Vainqueur du Championnat d'Israël de football en 2004, 2005 et 2006.

### Avec Betar Jérusalem
- Vainqueur du Championnat d'Israël de football en 2007 et 2008.
- Vainqueur de la Coupe d'Israël de football en 2008.